# 9346 Fernandel
A 9346 Fernandel (ideiglenes jelöléssel 1991 RN11) a Naprendszer kisbolygóövében található aszteroida. Eric Walter Elst fedezte fel 1991. szeptember 4-én.